# Observatorio Astronómico de San Vittore
El Observatorio de San Vittore es un observatorio astronómico situado cerca de Bolonia, Italia, operativo entre los años 1969 y 2006.
Situado a 280 metros sobre el nivel del mar y tiene un telescopio newtoniano de 0,45 metros.
Entre los años 1980 y 2000 realizó 98 nuevos descubrimientos de asteroides según consta en el Centro de Planetas Menores.